# Alchemilla tenuicaulis
Alchemilla tenuicaulis é uma espécie de rosácea do gênero Alchemilla, pertencente à família Rosaceae.